# Římskokatolická farnost Lštění u Vimperka
Římskokatolická farnost Lštění u Vimperka je zaniklým územním společenstvím římských katolíků v rámci prachatického vikariátu českobudějovické diecéze.

## O farnosti

### Historie
V roce 1367 se připomíná dosazení kněze ke kostelu ve Lštění, ale tento původní kostel, jehož presbytář se dochoval v současné stavbě jako sakristie, zde stál již v druhé polovině 13. století. Na poušti u svatého Vojtěcha, jak bylo Lštění označované, byla na počátku 16. století postavená poustevna, v níž v té době se svými bratry ve víře přebýval kazatel Matěj řečený Poustevník, stoupenec Petra Chelčického. Ves se v první třetině 16. století stala součástí vimperského panství, místní farnost však zůstala neobsazená v průběhu třicetileté války i po ní, v letech 1655–1666 sem docházeli duchovní z Bohumilic, situaci nepomohlo ani přifaření Lštění k Vimperku. Teprve v roce 1718 zde byla obnovena samostatná farnost, která do roku 1786 spravovala i filiálku v Šumavských Hošticích. Farní kostel, zasvěcený druhému pražskému biskupovi svatému Vojtěchovi, byl postaven v letech 1739–1741.
Farnost Lštění dne 31. prosince 2019 zanikla, jejím právním nástupcem se stala farnost Vlachovo Březí.

## Kostely a kaple farnosti
| Fotografie | Kostel                         | Místo      | Bohoslužba             | Bohoslužba             | Číslo kulturní památky           | Poznámka                                                            |
| ---------- | ------------------------------ | ---------- | ---------------------- | ---------------------- | -------------------------------- | ------------------------------------------------------------------- |
|            | Kaple Panny Marie              | Libotyně   | neslouží se pravidelně | neslouží se pravidelně | 34396/3-3736 (Pk•MIS•Sez•Obr•WD) | obecní kaple z roku 1844 postavená Jakubem Bursou                   |
|            | Kostel svatého Vojtěcha        | Lštění     | třetí sobota měsíce    | 17.30 (v létě)         | 27772/3-3656 (Pk•MIS•Sez•Obr•WD) | bývalý farní kostel                                                 |
|            | Kaple svatého Vojtěcha         | Lštění     | neslouží se            | neslouží se            | 38802/3-3659 (Pk•MIS•Sez•Obr•WD) | osmiboká barokní kaple z roku 1725 u pramene Dobrá Voda             |
|            | Kaple Panny Marie Klatovské    | Lštění     | neslouží se            | neslouží se            | –                                | barokní kaple ve hřbitovní zdi                                      |
|            | Kaple Nanebevzetí Panny Marie  | Lštění     | neslouží se            | neslouží se            | –                                | barokní kaple z 1. poloviny 18. století na vršku západně od kostela |
|            | Kaple svatého Jana Nepomuckého | Radhostice | neslouží se pravidelně | neslouží se pravidelně | 39319/3-3739 (Pk•MIS•Sez•Obr•WD) | obecní kaple z roku 1842                                            |